# اشچینسک
اشچینسک (به لاتین: Trzcińsk) یک منطقهٔ مسکونی در لهستان است که در Gmina Starogard Gdański واقع شده‌است.

## خصوصیات
اشچینسک ۲۷۳ نفر جمعیت دارد.